# Francisco León de la Barra

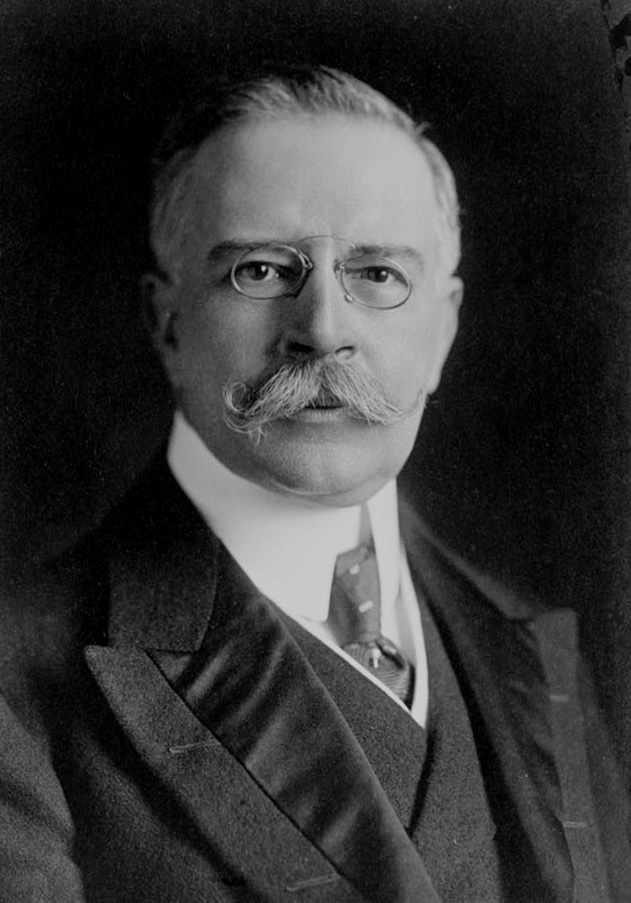
Francisco León de la Barra um 1911

Francisco León de la Barra (* 16. Juni 1863 in Santiago de Querétaro, Mexiko; † 23. September 1939 in Biarritz, Frankreich) war mexikanischer Politiker und Diplomat.
Er war 1911 zunächst Sekretär der Regierung für Außenbeziehungen (Außenminister), im Anschluss nach dem Rücktritt von Porfirio Diaz vom 25. Mai bis 6. November 1911 Interimspräsident und 1913 erneut Sekretär für Außenbeziehungen in Mexiko.